# Vargas Fernandes
Eduardo Moreira Fernandes (* 21. August 1977 in Praia), besser bekannt als Vargas Fernandes, ist ein ehemaliger kap-verdischer Fußballspieler.

## Vereinskarriere
Der Mittelfeldspieler begann seine Karriere in seiner Heimatstadt beim Sporting Clube da Praia, dem heutigen kap-verdischen Rekordmeister. Im Jahr 2000 wechselte er zum Gil Vicente FC in die portugiesische SuperLiga. Danach stand der Mittelfeldspieler für verschiedene unterklassige Vereine in Portugal unter Vertrag, zuletzt 2004/05 für den FC Alverca in der Liga de Honra. Mit diesem Klub erreichte Vargas Fernandes zwar den Klassenerhalt in der zweiten portugiesischen Liga, aufgrund finanzieller Schwierigkeiten wurde jedoch keine weitere Lizenz erteilt. Er verließ den Verein und spielte ein halbes Jahr beim finnischen Zweitligisten Tampereen Peli-Pojat-70, ehe er wieder nach Portugal zurückkehrte. Erneut blieb er bei keinem Verein länger als ein Jahr. So spielte Vargas Fernandes noch für Moreirense FC, Portimonense SC, Gondomar SC und UD Oliveirense jeweils in der zweiten portugiesischen Liga. 2009 wechselte der Mittelfeldspieler zum aserbaidschanischen Verein Standard Sumqayıt, der zu Saisonbeginn noch von Valdas Ivanauskas trainiert wurde. Am Saisonende wurde der Klub Elfter und stieg in die zweite Liga ab. Vargas wechselte daraufhin wieder in seine Heimat und spielt erneut für den Sporting Clube da Praia und später kurzzeitig bei CD Travadores, wo er 2015 seine Laufbahn beendete.

## Nationalmannschaft
Vargas Fernandes spielte 2007 drei Mal für die Kapverdische A-Nationalmannschaft.

## Erfolge
- Kapverdischer Meister: 2012